# Miguel Ángel Ayza Gámez
Miguel Ángel Ayza Gámez (València, 13 de desembre de 1969) és un exàrbitre de futbol valencià de la Primera Divisió d'Espanya. Pertanyia al Comitè d'Àrbitres de la Comunitat Valenciana.

## Trajectòria
Va romandre 4 temporades en Segona Divisió d'Espanya, on va acumular 75 partits arbitrats. Va debutar en Primera Divisió d'Espanya el 28 d'agost de 2005 al partit Real Club Deportiu Espanyol de Barcelona contra el Getafe Club de Futbol (0-2).
La temporada 2005-06 va arbitrar un partit de lliga entre el Club Atlètic de Madrid i el Sevilla Futbol Club, que va resultar ser molt polèmic ja que va suspendre'l en el minut 76 per llançaments d'objectes al terreny de joc, i posteriorment després de desallotjar-se al complet l'estadi Vicente Calderón; el partit es va reprendre minuts després a porta buida.
Després de nou temporades, es va retirar la temporada 2013-14. L'últim partit que va dirigir va ser el Reial Betis Balompié-Reial Societat de Futbol (0-1) el 26 d'abril de 2014.